# Austrodrillia angasi
Austrodrillia angasi é uma espécie de gastrópode do gênero Austrodrillia, pertencente a família Horaiclavidae.